# Psammotettix sabulicola
Psammotettix sabulicola är en insektsart som beskrevs av Curtis 1837. Psammotettix sabulicola ingår i släktet Psammotettix och familjen dvärgstritar. Enligt den finländska rödlistan är arten akut hotad i Finland. Arten är reproducerande i Sverige. Artens livsmiljö är sandstränder vid Östersjön. Inga underarter finns listade i Catalogue of Life.

## Bildgalleri

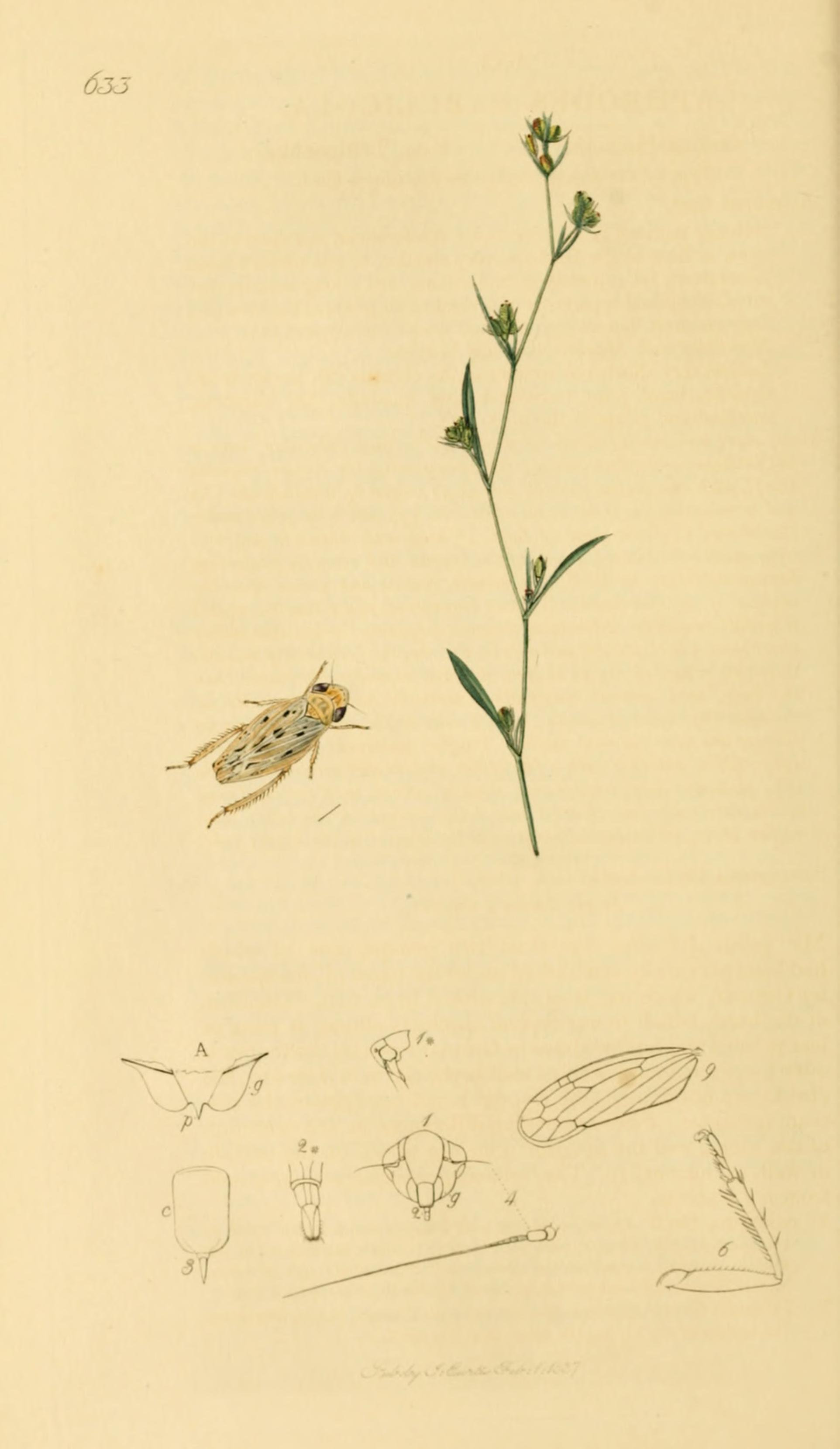